# Gabriel Clauder

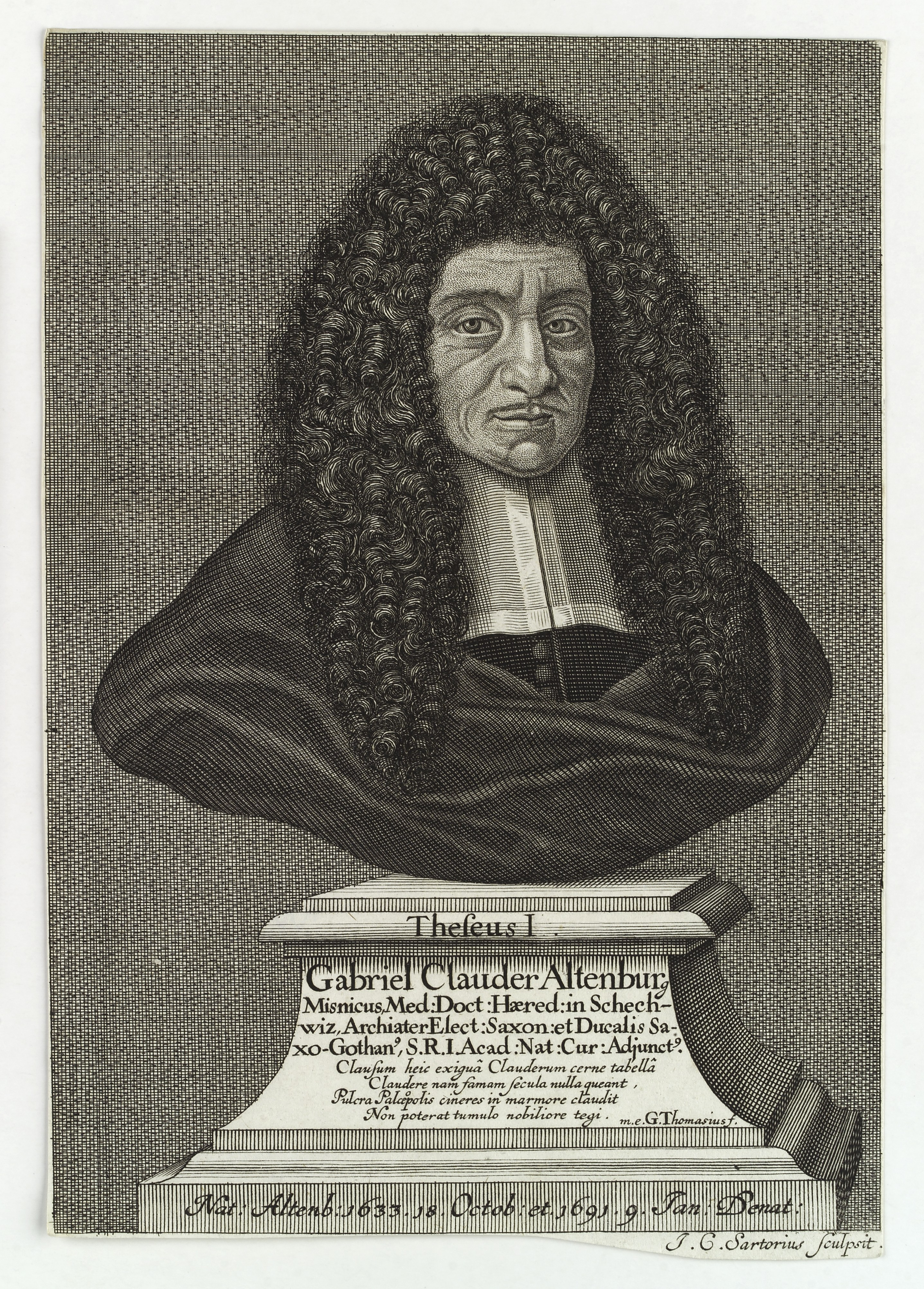

Gabriel Clauder, latinisiert Clauderus, (* 18. Oktober 1633 in Altenburg; † 9. Januar 1691 ebenda) war ein deutscher Arzt und Alchemist.

## Leben
Er war der Sohn von Joseph Clauder, einem Dichter und Rektor in Altenburg; seine Mutter Barbara (1597–1678) war die Tochter des Archidiakons Michael Neander († 1621).
Clauder studierte in Jena und Leipzig Medizin. Am 17. März 1654 disputierte er unter Gottfried Möbius in Jena über die Leber. Am 7. Juli 1658 disputierte er in Leipzig unter Johannes Michaelis über die Schwindsucht. Noch während seines Studiums bereiste er mehrere Länder und Regionen, darunter 1658 das Erzgebirge und die Bäder Böhmens, 1660 England und die Niederlande und 1661 Italien (vor allem Padua). Nach seiner Rückkehr erwarb er ebenfalls unter Michaelis in Leipzig am 27. September 1661 den Grad eines Lizentiaten und am 20. Oktober 1662 die Promotion. Im selben Jahr heiratete er. Clauder praktizierte in seiner Heimatstadt Altenburg als Arzt, mit dem Ziel, den Bedürftigen zu helfen, wurde jedoch 1678 zum Hofarzt von Herzogin Magdalena Sibylle, Tochter des Kurfürsten Johann Georg I. berufen. Er diente ebenfalls verschiedenen ernestinischen Herzögen und war ab 1686 Leibarzt des sächsischen Kurfürsten. Während der Pest 1682/83 blieb er in Altenburg.
Er veröffentlichte eine Verteidigung der Alchemie gegen Athanasius Kircher (abgedruckt in der Bibliotheca Chemica Curiosa), wobei er sich nicht auf eigene Erfahrungen stützte, sondern theoretisch aufgrund von Literatur argumentierte. Er veröffentlichte medizinische Abhandlungen z. B. zu Schusswunden, Einbalsamieren und u. a. über Spiegel, ein Thermoskop und Naturgeschichte.
Er war als Theseus I. seit 22. Januar 1677 Mitglied der Leopoldina. Ab 1681 wurde er in einem Gedicht von seinem Sohn Johann Christian als Erbsasse auf Tzschechwiz bezeichnet.

## Familie
Gabriel Clauder war mit Regine Elisabeth Gruner (1642–1686) verheiratet, der Tochter des fürstlich-sächsischen Kammer- und Lehnssekretärs Victorin Gruner und Maria Magdalena Lemler. Das Paar hatte drei Söhne, die alle den ärztlichen Beruf ergriffen: Friedrich Wilhelm Clauder, ebenfalls ein Arzt; Johann Christian Clauder, der 1689 in Jena promovierte und in Leiden studierte; sowie Christian Ernst Clauder († 1698), der als Stadtarzt in Zwickau tätig war. Christian Ernsts gleichnamiger Sohn (* 1694) führte diesen Beruf in derselben Stadt fort.

## Schriften
- De usu hepatis et bilis, Wittenberg 1653 (digital)
- Disputatio de philtris, Leipzig 1661 (digital)
- Dissertatio de Tinctura Universalis, Altenburg 1678 (digital)
  - Deutsche Übersetzung Nürnberg 1682 (digital)
- Methodus balsamandi corpora humana, Altenburg 1679 (digital)
- De invento cinnabarino, Jena 1683 (digital)